# Alfa Romeo 12C-37
 (septembre 2023).
Si vous disposez d'ouvrages ou d'articles de référence ou si vous connaissez des sites web de qualité traitant du thème abordé ici, merci de compléter l'article en donnant les références utiles à sa vérifiabilité et en les liant à la section « Notes et références ».
L'Alfa Romeo 12C-37 est une automobile sportive développée en 1937 par le constructeur automobile italien Alfa Romeo. Présente en Grand Prix dès la saison 1937 elle succède à l'Alfa Romeo 12C-36 et se conforme à la règlementation de la Formule 750 (pour 750 kg). La 12C-37 est inaugurée à la Coppa Acerbo 1937. Elle souffre d'une mauvaise tenue de route et ne remporte aucun succès majeur.